# Antal Nagy (ur. 1956)
Antal Nagy (ur. 17 października 1956 w Nagyhalász) – węgierski piłkarz grający na pozycji pomocnika.

## Kariera klubowa
Karierę piłkarską Kardos rozpoczął rodzinnym w Nagyhalász, w klubie Nagyhalászi TSz SK. Następnie odszedł do Budapest Honvéd FC, w którym grał w drużynach juniorskich. W 1975 roku został wypożyczony do SZEOL AK, a w 1976 roku wrócił do klubu Honvédu i zadebiutował w jego barwach w pierwszej lidze węgierskiej. Przez lata był podstawowym zawodnikiem tego klubu. Swój pierwszy sukces osiągnął w sezonie 1977/1978, gdy wywalczył wicemistrzostwo Węgier. W latach 1980, 1984, 1985 i 1986 zostawał z Honvédem mistrzem kraju, a w 1985 roku zdobył też Puchar Węgier. W barwach Honvédu rozegrał 277 meczów i strzelił 20 goli.
Latem 1986 roku Nagy odszedł do AS Nancy. Tam był podstawowym zawodnikiem i rozegrał 37 meczów ligowych, w których strzelił 4 gole. W 1987 roku przeszedł do szwajcarskiego Yverdon-Sport FC. W 1992 roku wrócił na Węgry i krótko grał w Bagi FC. W 1992 roku w wieku 35 lat zakończył karierę.

## Kariera reprezentacyjna
W reprezentacji Węgier Nagy zadebiutował 29 marca 1979 roku w wygranym 3:0 towarzyskim spotkaniu z NRD. W 1986 roku był w kadrze Węgier powołanej przez Györgya Mezeyego na Mistrzostwa Świata w Meksyku. Na tym turnieju wystąpił w 3 meczach: ze Związkiem Radzieckim (0:6), z Kanadą (2:0) i z Francją (0:3). Od 1979 do 1988 roku rozegrał w kadrze narodowej 32 meczów i strzelił 2 gole.